# 日野栄子
日野 栄子（ひの えいし、えいこ、明徳元年/元中7年（1390年） - 永享3年7月27日（1431年9月3日））は、室町時代中期の女性。日野重光の妹。室町幕府第4代将軍・足利義持の正室。同第5代将軍・足利義量の生母にあたる。

## 生涯
権大納言・日野資康の娘で、大納言・日野重光の妹にあたる。他に兄に烏丸豊光、姉に第3代将軍・足利義満の正室となった日野康子、叔母に日野業子がいる。足利義持の正室として嫁ぎ、応永14年7月24日（1407年8月27日）に義量を生んだ。
義持との夫婦仲は良好で、義持が奈良や伊勢参詣に赴く際には同伴している。栄子も神仏への信仰心が深く、伊勢神宮や熊野詣に何度も出かけた。義持と同じ趣味である田楽を好んだ。
義持の晩年には大方殿と呼ばれた。応永32年2月27日（1425年3月17日）に義量が19歳で早世し、義持も応永35年1月18日（1428年2月3日）に43歳で死去すると、1月19日に常徳院海門和尚を戒師として落髪し（『建内記』）、慈受院と号した。同日に宣下があり、従一位に叙された。6月に第6代将軍・足利義教の婚儀があり、その正室には重光の娘・日野宗子に決定するが、宗子は「不受の気色（不同意、同意しない）」を示したという。このため栄子が宗子を説得して嫁がせたと伝わる。
永享3年（1431年）7月27日に死去。享年42。戒名は竹庭大禅定尼浄賢。
将軍の義教が栄子の死に何らかの行動を取った記録は無い。
義持との間には義量以外にも2人ずつ男女（男子の名は不明、女子は大聖寺慈敬、喝食御所）がいたようだが、男子は早世し、女子はどうなったかは不明である。